# De Dokwerker
De Dokwerker is een beeld en monument op het Jonas Daniël Meijerplein in Amsterdam ter nagedachtenis aan de Februaristaking van 1941.
Het standbeeld is in opdracht van het Amsterdamse gemeentebestuur ontworpen en gemaakt door de beeldhouwer Mari Andriessen.
De Haarlemse timmerman/aannemer Willem Termetz, die Andriessen al voor de oorlog kende, heeft in 1951 voor het beeld geposeerd. Het vermoeden is dat ze ook samen in het verzet zaten. De zware bouw van Termetz' lichaam had de uitstraling die Mari Andriessen zocht. Willem Termetz stond niet te trappelen om als beeld te worden vereeuwigd, omdat hij de Februaristaking iets heiligs vond en hij niet overtuigd was van de noodzaak dat er een beeld van moest worden gemaakt. Uiteindelijk heeft Godfried Bomans hem overgehaald wel te poseren.
De definitieve versie zou na verschillende ontwerpen in een gipsmodel medio 1951 klaar moeten zijn. Het werd een jaar later. Het beeld van de dokwerker is in 1952 bij bronsgieterij Binder in  Haarlem gegoten. Door foto's werd het beeld in de pers bekend. Op 28 maart 1952 schreef het Haarlems Dagblad:
"Mari Andriessen heeft ter symbolisering van de staking een gewone dokwerker genomen en geenszins een geïdealiseerde arbeider."
De toenmalige koningin Juliana onthulde het beeld op 19 december 1952. Sindsdien is het op 25 februari de centrale plek voor de jaarlijkse herdenking van de Februaristaking. Het monument is ook een aantal keren het begin- of eindpunt geweest van demonstraties tegen racisme.
De Dokwerker stond niet altijd op de plek waar hij nu staat. In het begin stond het beeld met de blik gericht op het Waterlooplein. In 1970 is het ten behoeve van werkzaamheden aan de metro en de Stopera verplaatst in de richting van de synagoge.

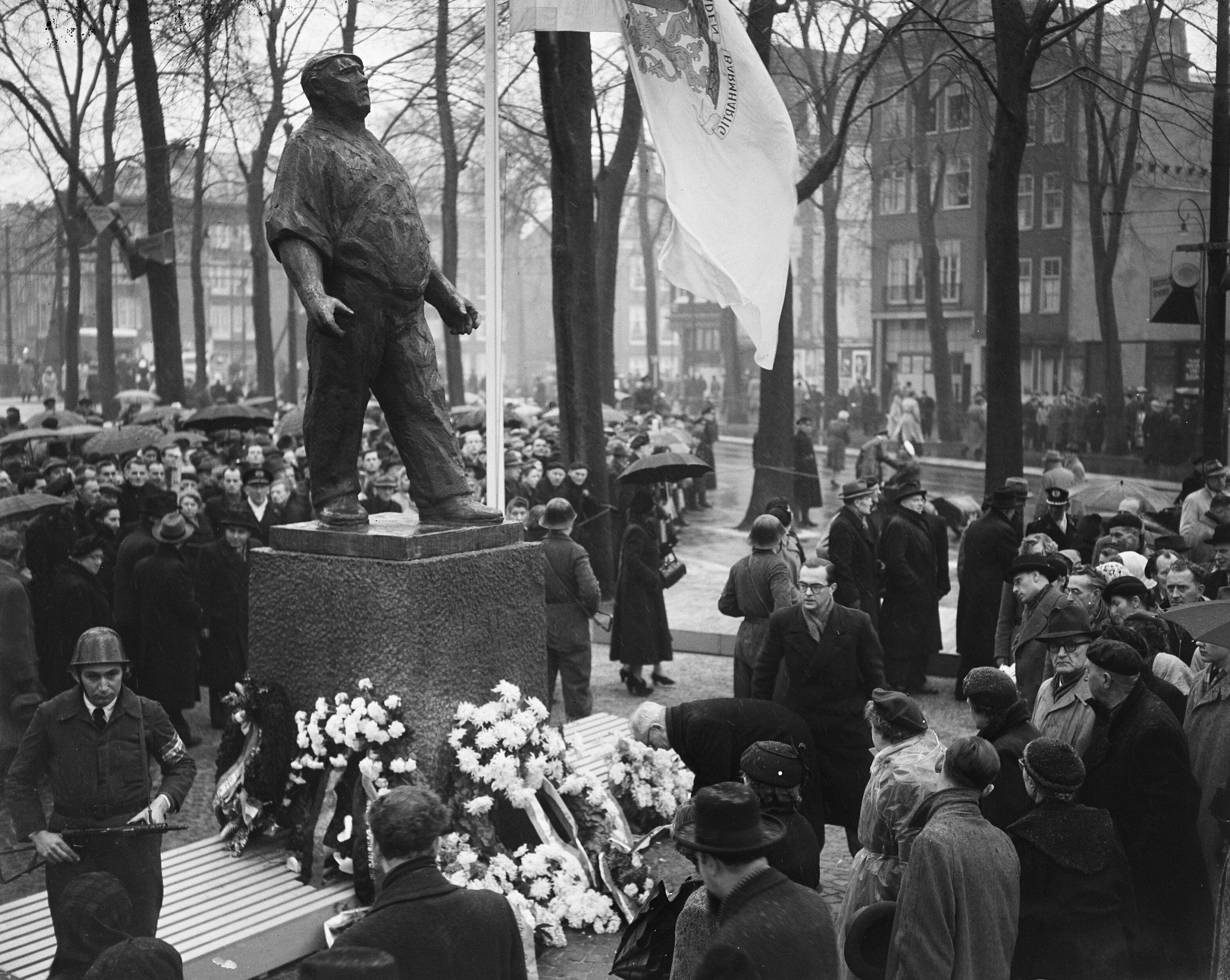
De onthullingsplechtigheid in 1952